# Svetoslav Dončev Slavčev
Svetoslav Dončev Slavčev (bulharsky  Светослав Дончев Славчев) (18. prosince 1926 – 13. listopadu 2016) byl bulharský lékař a spisovatel.

## Život
Vystudoval lékařskou akademii v Sofii a od roku 1951 do roku 1958 pracoval jako mikrobiolog. Od roku 1960 je profesionálním spisovatelem. Pracoval ve vydavatelství Народна младеж a v letech 1967–1989 byl zástupcem šéfredaktora populárně vědeckého časopisu Космос.
Je autorem vědeckofantastických, detektivních a špionážních příběhů. První knihu Кръвта на цивилизацията (Krev civilizace), zabývající se spory a boji o naftu, vydal roku 1947. Napsal vice než dvacet pět knih, kolem třiceti pěti televizních a rozhlasových her a dva filmové scénáře.

## Dílo (výběr)

### Vědeckofantastická próza

#### Povídky a novely
- Вирус 2015 (1962, Virus 2015).
- Протокол (1963, Protokol).
- Жребият (1964, Los).
- Загадката на бялата долина (1964, Záhada bílého údolí).
- Последното изпитание (1967, Poslední zkouška).
- Крепостта на безсмъртните (1970, Pevnost nesmrtelných).
- Доказателството (1970, Důkaz).
- Загадката на Орион (1978, Záhada Oriónu).
- Гласът, който те вика (1979, Hlas, který tě volá).
- Хроника от Сарагоса (1979, Rukopis ze Zaragozy).
- Двубой с Касандра (1979, Souboj s Kasandrou).
- Няма път за „Херкулан“ (1988, Žádný čas pro „Herculaneum“).
- Бягството на Чарлз Финей (1990, Útěk Charlese Fina).

#### Knihy
- Крепостта на безсмъртните (1970, Pevnost nesmrtelných), sbírka povídek.
- Следа към Вега-Орион (1979, Stopa k souhvězdí Orión), sbírka povídek a novel, obsahuje novely Hlas, který tě volá a Souboj s Kasandrou a povídky Poslední zkouška, Rukopis ze Zaragozy a Los.
- Шпага с рубини (1988, Meč s rubíny), sbírka povídek.
- Очите на мрака (1999, Oči tmy), román.

### Hry
- Случаят Медея (1969, Případ Medea), sci-fi rozhlasová hra, která získala první cenu na mezinárodní soutěži v Tokiu.

### Ostatní
- Кръвта на цивилизацията (1947, Krev civilizace).
- Живот без болести (1959).
- Невидимите барикади (1967, Neviditelné barikágy).
- Жижка еретикът (1968, Žižka kacíř), životopisný román o Janu Žižkovi.
- Под знака на Скорпиона (1970, Ve znamení štíra), detektivní román o vyšetřování rafinované vraždy portugalského občana v hotelovém pokoji.
- Диамантът от Мадрас (1974).
- Улици в Женева (1976).
- Девет, числото на кобрата (1977, Číslo kobry), kriminální román situovaný do jedené africké rozvojové země, kde bulharští odborníci budují továrnu na výrobu léčiv a kde zmizí vedoucí laboratorního výzkumu.
- Фантастика с усмивка (1981), esej.
- Инспектор Стрезов решава (1981).
- Примката на харпиите (1982), kriminální román.
- Големите катастрофи (1982).
- Смъртта се нарича "Кентавър" (1984, Smrt se nazývá "Kentaur").
- Инспектор Стрезов излиза от прикритие (2002).
- Странното огледало на фантастиката (2006), esej.

## Česká vydání
- Ve znamení štíra, Mladá fronta, Praha 1972, přeložila Zlata Kufnerová.
- Číslo kobry, Naše vojsko, Praha 1980, přeložila Zlata Kufnerová.
- Stopa k souhvězdí Orión, Albatros, Praha 1986, přeložila Zlata Kufnerová.